# ناحية يونس
ناحية يونس في مدينة بوجستان، مركزه مدينة يونس، هي جزء من مدينة باجستان. يتكون هذا القسم من منطقتين من مدينتي يونس ودوشانبه. في تعداد عام 2006، كان عدد سكانها 9,683، في 2,531 عائلة. المنطقة لديها مدينة واحدة: يونسي. يوجد في المقاطعة قسمان ريفيان: قسم سردق الريفي وقسم يونسي الريفي.